# Mieczyno
Mieczyno (prononciation : [mjɛˈt͡ʂɨnɔ]) est un village polonais de la gmina de Staroźreby dans le powiat de Płock de la voïvodie de Mazovie dans le centre-est de la Pologne.

## Géographie
Il se situe à environ 4 kilomètres au nord de Staroźreby (siège de la gmina), 23 kilomètres au nord-est de Płock (siège du powiat) et à 86 kilomètres au nord-ouest de Varsovie (capitale de la Pologne).

## Population
Le village compte approximativement une population de 130 habitants en 2006.

## Histoire
De 1975 à 1998, le village appartenait administrativement à la voïvodie de Płock.